# George Schuller
George Schuller (New York, 29 december 1958) is een Amerikaanse jazz-drummer en leider van de experimentele bigband Orange Then Blue. Hij is een zoon van componist Gunther Schuller.
Schuller groeide op in Boston, waar hij in 1982 ook afstudeerde aan het New England Conservatory of Music. In de jaren na zijn afstuderen speelde hij in Boston met musici als Herb Pomeroy, Ran Blake, George Garzone en Jaki Byard. In 1984 begon hij de band Orange Then Blue, die aanvankelijk vooral met eigen bewerkingen van bekende stukken van bijvoorbeeld Charles Mingus en Thelonious Monk kwam, maar later ook eigen composities ging spelen en folkmuziek en ritmes uit verschillende werelddelen in zijn muziek bracht. Nadat hij in 1994 naar New York verhuisde, formeerde hij nog verschillende andere groepen, waaronder Circle Wide en zijn George Schuller Trio. Hij speelde tevens met onder meer Joe Lovano, Lee Konitz, Mose Allison, Dee Dee Bridgewater en Myra Melford.

## Discografie (selectie)
- Lookin' Up from Down Below, GM, 1988
- Tenor Tantrums (George Schuller & the Schulldogs), New World Records, 1999
- Hellbent (live, met the Schulldogs), Playscape, 2000
- Round 'Bout Now(met Circle Wide), Playscape, 2003
- JigSaw, 482 Music, 2004
- Like Before, Somewhat After, Playscape, 2008